# Ganzabara
Un Ganzabara, était un administrateur financier des provinces ou sous-provinces de l’empire perse achéménide, durant lequel ce titre s’étend également aux administrateurs du Trésor. Mentionné pour la première fois sous le règne de Xerxès Ier, le terme  reste en usage durant les empires parthe et sassanide, semblant correspondre à la seule fonction d’administrateur financier provincial. En Judée, après l’Exil, ainsi qu’en Babylonie grecque, il désigne les administrateurs du temple. 

## Étymologie
La syllabe nz, retrouvée dans de multiples dérivés du mot ainsi que dans de nombreuses transcriptions datant de l’époque achéménide (en Élamite,  Araméen, Babylonien, indiquerait une origine mède plus que persane, bien qu’on lui connaisse une forme persianisée en nd, également retrouvée en Araméen. Cette syllabe est également retrouvée ultérieurement en Parthe, Pehlevi, Sogdien, Moyen-persan, Sanscrit,Syriaque, ou Mandéen. 
On connaît des traductions et synonymes de Ganzabara en élamite (kapnuškir), Babylonien tardif (rab kâsiri), grec (thêsaurophy´lax), et latin (custos pecuniae regiae).

## Dans l’empire perse achéménide

### ÀPersépolis
Les tablettes du Trésor de Persépolis livrent les noms de quatre dignitaires ayant occupé les fonctions de trésorier de « Parsa » (Persépolis) ou de « la Forteresse », entre -490 et -459. Elles nomment également un autre administrateur qui ne bénéficie pas du titre bien qu’occupant des fonctions comparables. Il s’agit d’archives comptables portant mention des salaires et approvisionnement d’ouvriers et artisans participant à la construction du complexe palatin, ou œuvrant dans des localités alentour.  L’un d’entre eux est également mentionné dans les tablettes des Fortifications de Persépolis, qui en outre, mentionnent deux autres administrateurs similaires en -508 et -497, portant le titre en élamite de kapnuškir. Ces documents se rapportent à la gestion d’équipes d’ouvriers et artisans pouvant atteindre des centaines de travailleurs. 
Il apparaît que le trésorier de Persépolis travaille parfois directement sous les ordres du roi, et d’autres fois sous ceux d’un haut personnage non précisé. Les sceaux attachés à cette fonction semblent indiquer qu’elle confère de facto à celui qui l’occupe, un haut rang de dignitaire. Les écrits de Diodore de Sicile ainsi que ceux de Quinte Curce relatant la conquête de la Perse par Alexandre le Grand, laissent effectivement penser que le trésorier de Persépolis avait d’importants pouvoirs : Tiridates, qui occupait cette fonction à l’époque, avait ainsi offert à Alexandre une lettre lui proposant la reddition de Persépolis, et lui recommandait de s’y rendre rapidement afin de s’emparer du trésor. D’après Quinte Curce, il avait été ensuite confirmé dans ses fonctions par le conquérant macédonien.
Il semble également que les termes employés dans les tablettes des fortifications de Persépolis soient également utilisés pour désigner des transporteurs de fonds ou des employés de l’administration du trésor appartenant à de basses classes sociales, tels que scribes du Trésor, et ouvriers ou artisans affectés au Trésor. Ces employés se répartissent dans des équipes pouvant comporter jusqu’à 700 individus, hommes, femmes, et enfants. Ces éléments sont corroborés par les écrits de Quinte Curce.

### Dans lessatrapies
Des inscriptions retrouvées sur des couverts ou matériels de Persépolis, identifient deux trésoriers d’Arachosie, et mentionnent les noms d’au moins 7 sous-trésoriers attachés à des places fortes de la satrapie achéménide. Ces inscriptions ont probablement été réalisées en Arachosie, avant d’être envoyées au centre administratif persépolitain, ce qui implique une organisation administrative régionale et une centralisation à Persépolis. 
Une fonction équivalente à Babylone est également mentionnée dans le livre d’Ezra dès la fondation de l’empire par Cyrus le Grand, et le titre y est également retrouvé sous le règne de Darius le Grand, et Darius II. On ne note par contre aucune mention des attributions conférées, si ce n’est des traces d’actes commerciaux régionaux. Le nom du dernier trésorier de Babylone, Bagophanes, est donné par Quinte Curce, mais au contraire de Tiridates, il ne sera pas maintenu en fonction par Alexandre. 
En Syrie-Palestine, des traces de cette fonction sont également retrouvées dans le livre d’Ezra, racontant l’ordre donné par Artaxerxès à tous les trésoriers de Transeuphratène de coopérer à la reconstruction du Temple de Jérusalem. Il en découle qu’une satrapie comporte plusieurs centres régionaux chargés de gérer les finances royales, et de collecter l’impôt.

## Dans les empires parthe et sassanide
Des mentions nommant des trésoriers sont retrouvées dans l’actuel Turkménistan datant de l’empire parthe. les actes enregistrés semblent plus concerner des transactions réalisées à titre personnel par les trésoriers et ne renseignent pas la fonction.  
Un Ostraca datant du début de l’empire sassanide enregistre une transaction et mentionne des livraisons de grains effectuées auprès du gouverneur et d’au moins deux trésoriers, sans que l’on puisse en déduire précisément leurs rôles administratifs ni leur domaine de fonction. On trouve également la trace d’un trésorier assigné à la cour de Shapur Ier.

## Source
- (en) Matthew W. Stolper, « Ganzabara », dans Encyclopædia Iranica (lire en ligne).